# جرج تاکی
جرج هوساتو تاکی آلتمن (به انگلیسی: George Hosato Takei Altman) (زاده ۲۰ آوریل ۱۹۳۷) بازیگر اهل ایالات متحده آمریکا است که علت شهرتش ایفای نقش هیکارو سولو در سریال پیشتازان فضا است. از دلایل دیگر شهرت او فعالیت در مورد حقوق دگرباشی جنسی و حقوق ژاپنی‌های آمریکایی است. وی بودایی است و سیارک ۷۳۰۷ به افتخار وی نام‌گذاری شده‌است.

## مسائل سیاسی
وی با برد آلتمن در ۱۴ سپتامبر ۲۰۰۸ بعد از قانونی شدن ازدواج همجنس‌گرایان در کالیفرنیا و در شهر هالیوود غربی ازدواج کرد.
در مه ۲۰۱۱ بعد از تصویب مجلس نمایندگان تنسی مبنی بر ممنوعیت بیان وجود همجنس‌گرایی به هر زبانی در مدارس، (قانون «نگو گی؛Don't say gay») تاکی یک ویدئو در یوتیوب منتشر کرد لینک ویدئو در یوتیوبو پیشنهاد داد که در مدارس به جای کلمه گی از نام وی استفاده کنند به مثال بگویند «ازدواج تاکی» یا «رژه تاکی» یا حتی «این خیلی تاکی بود» به جای «ازدواج همجنس‌گرایان» (Gay Marriage)،«رژه همجنس‌گرایان»(Gay Pride Parades) و «این خیلی همجنس‌گرایانه بود»(That's so Gay).